# Karl-Ingemar Johansson
Karl-Ingemar Johansson, född 1927, död 1997, var en svensk silversmed, målare och grafiker.
Johansson studerade vid avdelningen för dekorativ konst och grafik vid Slöjdföreningens skola i Göteborg 1944-1948. Tillsammans med Sven-Erik Högberg, Anders Högberg och sin hustru  Cecilia (Blomqvist) Johansson etablerade man silversmedjan Silversmederna Högberg & Co på Aschebergsgatan i Göteborg. Han har medverkat i konsthantverksutställningar i flera svenska städer samt i London och New York. Exklusivt för Göteborgs universitet formgav han ett halsband och ett armband i silver som delas ut som hedersgåva till anställda vid Göteborgs universitet. Johansson är representerad vid Nationalmuseum och i Bergens museum.